# Cerocala sanella
Cerocala sanella är en fjärilsart som beskrevs av Embrik Strand 1917. Cerocala sanella ingår i släktet Cerocala och familjen nattflyn. Inga underarter finns listade i Catalogue of Life.